# CirKus
CirKus è un gruppo trip hop composto da Burt Ford, Karmil, Lolita Moon e Neneh Cherry.

## Storia
Matt Kent (meglio conosciuto come Karmil), DJ, è stato reclutato dal famoso produttore Cameron McVey (Massive Attack, Portishead, Tricky, Neneh Cherry) come assistente tecnico del suono. Hanno iniziato a portare il proprio progetto nello studio londinese di Karmil. McVey ha cantato e ha anche scelto un nuovo nome d'artista (Burt Ford). Karmil ha anche chiesto alla sua ragazza, Lolita Moon, e alla moglie di McVey, Neneh Cherry, di cantare in alcune canzoni. La squadra si è trasferita in Svezia, vicino a Malmö, poco dopo e attualmente risiedono a Stoccolma.
Nel 2006 hanno pubblicato il loro album di debutto, Laylow.

## Membri
- Burt Ford/Cameron McVey: sintetizzatore, accordi, voce
- Karmil/Matt Kent: DJ, chitarra, sintetizzatore, accordi
- Lolita Moon: sintetizzatore, voce
- Neneh Cherry: voce/rap

Musicisti aggiuntivi sul palco:
- Thomas Nordström, della band svedese King Kong Crew: batteria
- Anschul, dalla band svedese King Kong Crew: basso, melodica, tastiera

## Discografia
- 2006 – Laylow
- 2007 – Laylower
- 2009 – Medicine

### Singoli
- 2006 – Starved
- 2006 – Is What It Is (con Martin Jondo)
- 2007 – You're Such An...
- 2007 – Wake Up (It's Africa Calling) (con Youssou N'Dour)
- 2011 – Bell (US)